# Fly Nordic
Fly Nordic (ex- Nordic Airlink, code AITA : LF, code OACI : NDC) était une compagnie aérienne suédoise, à bas coûts, basée à Stockholm. C'est une filiale de Finnair qui relie Stockholm à 17 villes européennes. Elle dispose de 8 McDonnell Douglas MD-83. La compagnie a été rachetée par Norwegian en 2007. Les avions de la compagnie sont transférés à Norwegian.

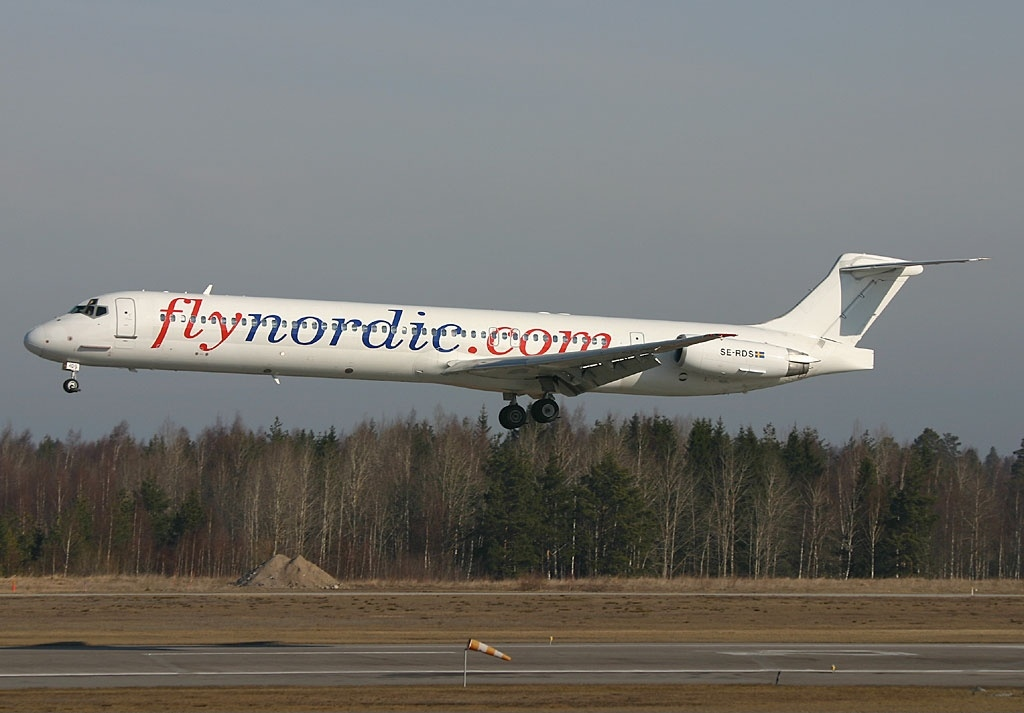
McDonnell Douglas MD-83 de FlyNordic dans sa première livrée

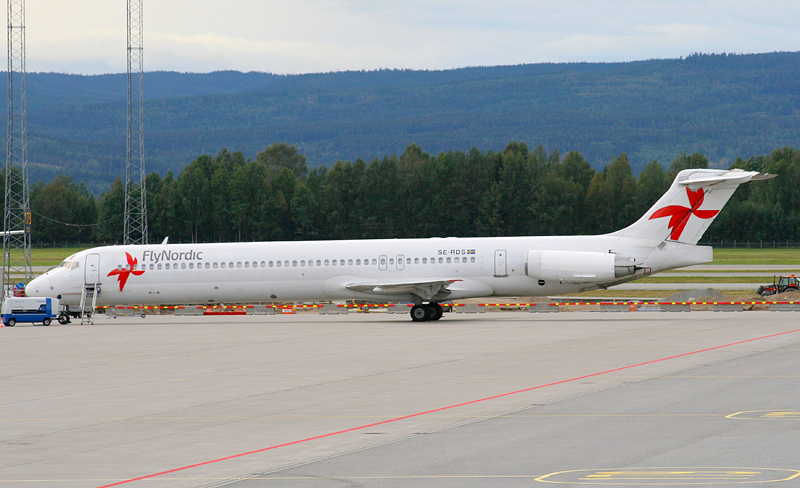
Avion de FlyNordic à Oslo dans la nouvelle livrée